# Liste der Baudenkmale in Harpstedt
In der Liste der Baudenkmale in Harpstedt sind alle Baudenkmale der niedersächsischen Gemeinde Harpstedt aufgelistet. Die Quelle der Baudenkmale ist der Denkmalatlas Niedersachsen. Der Stand der Liste ist der 16. Juni 2022.

## Allgemein
In den Spalten befinden sich folgende Informationen:
- Lage: die Adresse des Baudenkmales und die geographischen Koordinaten. Kartenansicht, um Koordinaten zu setzen. In der Kartenansicht sind Baudenkmale ohne Koordinaten mit einem roten Marker dargestellt und können in der Karte gesetzt werden. Baudenkmale ohne Bild sind mit einem blauen Marker gekennzeichnet, Baudenkmale mit Bild mit einem grünen Marker.
- Bezeichnung: Bezeichnung des Baudenkmales
- Beschreibung: die Beschreibung des Baudenkmales. Unter § 3 Abs. 2 NDSchG werden Einzeldenkmale und unter § 3 Abs. 3 NDSchG Gruppen baulicher Anlagen und deren Bestandteile ausgewiesen.
- ID: die Objekt-ID des Baudenkmales
- Bild: ein Bild des Baudenkmales, ggf. zusätzlich mit einem Link zu weiteren Fotos des Baudenkmals im Medienarchiv Wikimedia Commons. Wenn man auf das Kamerasymbol klickt, können Fotos zu Baudenkmalen aus dieser Liste hochgeladen werden:

## Harpstedt

### Gruppe: Kirchplatz Harpstedt
Baudenkmal (Gruppe):

| Lage                        | Bezeichnung          | Beschreibung                    | ID       | Bild           |
| --------------------------- | -------------------- | ------------------------------- | -------- | -------------- |
| 52° 54′ 29″ N, 8° 35′ 17″ O | Kirchplatz Harpstedt | Nach 1740 angelegter Marktplatz | 35950441 | Weitere Bilder |

Baudenkmale (Einzeln):

| Lage                                          | Bezeichnung              | Beschreibung                                                  | ID       | Bild |
| --------------------------------------------- | ------------------------ | ------------------------------------------------------------- | -------- | ---- |
| I. Kirchstraße 52° 54′ 30″ N, 8° 35′ 19″ O    | Kirche                   | Christuskirche Harpstedt                                      | 35964726 |      |
| I. Kirchstraße 52° 54′ 30″ N, 8° 35′ 18″ O    | Kriegerdenkmal           | 1883 eingeweihter Obelisk                                     | 35965049 |      |
| I. Kirchstraße 52° 54′ 30″ N, 8° 35′ 20″ O    | Kirchhof                 |                                                               | 35965077 | BW   |
| Lange Straße 10 52° 54′ 31″ N, 8° 35′ 15″ O   | Gasthof                  | Harpstedter Marktschänke, Fachwerkhaus von um 1741/1760       | 35964786 | BW   |
| Lange Straße 10 52° 54′ 31″ N, 8° 35′ 16″ O   | Wohn-/Wirtschaftsgebäude |                                                               | 35964834 | BW   |
| I. Kirchstraße 2 52° 54′ 31″ N, 8° 35′ 18″ O  | Pfarrhaus                | Pfarrhäuser Harpstedt mit Pfarramt I, Gebäude von 1868        | 35964760 |      |
| Lange Straße 20 52° 54′ 27″ N, 8° 35′ 16″ O   | Gasthaus                 | Harpstedter Krug aus dem 18. Jahrhundert                      | 35964811 | BW   |
| II. Kirchstraße 2 52° 54′ 28″ N, 8° 35′ 19″ O | Pfarrhaus                | Pfarrhäuser Harpstedt mit Pfarrhaus II, Fachwerkhaus von 1740 | 35964859 | BW   |

### Gruppe:Amtshof Harpstedt
Baudenkmal (Gruppe):

| Lage                        | Bezeichnung       | Beschreibung                      | ID       | Bild |
| --------------------------- | ----------------- | --------------------------------- | -------- | ---- |
| 52° 54′ 32″ N, 8° 35′ 29″ O | Amtshof Harpstedt | U-förmige Fachwerkbauten von 1744 | 35950425 | BW   |

Baudenkmale (Einzeln):

| Lage                                       | Bezeichnung | Beschreibung | ID       | Bild |
| ------------------------------------------ | ----------- | ------------ | -------- | ---- |
| Amtsfreiheit 1 52° 54′ 33″ N, 8° 35′ 28″ O | Amtshaus    |              | 35964696 |      |
| Amtsfreiheit 1 52° 54′ 32″ N, 8° 35′ 25″ O | Graft       | Burggraben   | 35965103 | BW   |
| Amtsfreiheit 1 52° 54′ 35″ N, 8° 35′ 27″ O | Brücke      |              | 50082679 |      |
| Amtsfreiheit 1 52° 54′ 33″ N, 8° 35′ 26″ O | Baumbestand |              | 35965155 | BW   |

### Gruppe:Große Eßmerstraße4–14
Baudenkmal (Gruppe):

| Lage                                              | Bezeichnung            | Beschreibung | ID       | Bild |
| ------------------------------------------------- | ---------------------- | ------------ | -------- | ---- |
| Große Eßmerstraße 4–14 52° 54′ 30″ N, 8° 35′ 8″ O | Große Eßmerstraße 4–14 |              | 35951558 | BW   |

Baudenkmale (Einzeln):

| Lage                                            | Bezeichnung              | Beschreibung               | ID       | Bild |
| ----------------------------------------------- | ------------------------ | -------------------------- | -------- | ---- |
| Große Eßmerstraße 4 52° 54′ 31″ N, 8° 35′ 8″ O  | Wohn-/Geschäftshaus      | wohl ehem. Ackerbürgerhaus | 35964929 | BW   |
| Große Eßmerstraße 6 52° 54′ 31″ N, 8° 35′ 9″ O  | Wohn-/Wirtschaftsgebäude |                            | 35964953 | BW   |
| Große Eßmerstraße 8 52° 54′ 30″ N, 8° 35′ 9″ O  | Wohn-/Geschäftshaus      | wohl ehem. Ackerbürgerhaus | 35964977 | BW   |
| Große Eßmerstraße 14 52° 54′ 28″ N, 8° 35′ 9″ O | Wohn-/Geschäftshaus      | wohl ehem. Ackerbürgerhaus | 35965025 | BW   |

### Gruppe: Scheunenviertel Schützenplatz (Koems)
Baudenkmal (Gruppe):

| Lage                        | Bezeichnung                           | Beschreibung | ID       | Bild |
| --------------------------- | ------------------------------------- | ------------ | -------- | ---- |
| 52° 54′ 14″ N, 8° 34′ 26″ O | Scheunenviertel Schützenplatz (Koems) | [ 2 ]        | 35950409 | BW   |

Baudenkmale (Einzeln):

| Lage                                                 | Bezeichnung | Beschreibung           | ID       | Bild |
| ---------------------------------------------------- | ----------- | ---------------------- | -------- | ---- |
| Wildeshauser Straße 22 J 52° 54′ 15″ N, 8° 34′ 28″ O | Scheune     | Meyerscheune           | 35964415 | BW   |
| Wildeshauser Straße 22 I 52° 54′ 15″ N, 8° 34′ 27″ O | Scheune     | Hartmannscheune        | 35964437 | BW   |
| Wildeshauser Straße 22 H 52° 54′ 14″ N, 8° 34′ 27″ O | Scheune     | Rankescheune 2         | 35964459 | BW   |
| Wildeshauser Straße 22 G 52° 54′ 13″ N, 8° 34′ 25″ O | Scheune     | Arbeitsscheune         | 35964503 | BW   |
| Wildeshauser Straße 22 F 52° 54′ 13″ N, 8° 34′ 27″ O | Scheune     | Rankescheune 1         | 35964481 | BW   |
| Wildeshauser Straße 22 E 52° 54′ 12″ N, 8° 34′ 27″ O | Scheune     | Handwerksscheune       | 35964393 | BW   |
| Wildeshauser Straße 22 D 52° 54′ 12″ N, 8° 34′ 26″ O | Scheune     | Hauswirtschaftsscheune | 35964525 | BW   |

### Gruppe: Stechosches Haus
Baudenkmal (Gruppe):

| Lage                                       | Bezeichnung      | Beschreibung                               | ID       | Bild |
| ------------------------------------------ | ---------------- | ------------------------------------------ | -------- | ---- |
| Amtsfreiheit 8 52° 54′ 37″ N, 8° 35′ 37″ O | Stechosches Haus | Haus aus dem 18. Jahrhundert, wohl um 1760 | 35951465 | BW   |

Baudenkmale (Einzeln):

| Lage                                       | Bezeichnung  | Beschreibung                                         | ID       | Bild |
| ------------------------------------------ | ------------ | ---------------------------------------------------- | -------- | ---- |
| Amtsfreiheit 8 52° 54′ 37″ N, 8° 35′ 36″ O | Wohnhaus     | Fachwerkhaus von um 1760 des ehem. Amtsvogtes Stecho | 35964310 | BW   |
| Amtsfreiheit 8 52° 54′ 37″ N, 8° 35′ 38″ O | Stallscheune | Stecho-Scheune, Fachwerkscheune von 1851             | 35964363 | BW   |

### Baudenkmale (Einzeln)
| Lage                                        | Bezeichnung              | Beschreibung                                                                                            | ID       | Bild |
| ------------------------------------------- | ------------------------ | --- | -------- | ---- |
| Freistraße 13 52° 54′ 27″ N, 8° 35′ 3″ O    | Windmühle                | Harpstedter Windmühle, Galerieholländer von 1871                                                        | 35964576 |      |
| Neue Straße 9 52° 54′ 21″ N, 8° 35′ 12″ O   | Wohn-/Wirtschaftsgebäude | Querdielenhaus                                                                                          | 35964905 | BW   |
| Lange Straße 40 52° 54′ 20″ N, 8° 35′ 17″ O | Trafostation             | Trafostation Harpstedt, verklinkertes trapezförmiges Gebäude von um 1925                                | 35964600 | BW   |
| Wohlder Weg 52° 54′ 3″ N, 8° 33′ 40″ O      | Friedhof                 | Jüdischer Friedhof Harpstedt                                                                            | 35964549 |      |
| Purrmühle 9 52° 53′ 51″ N, 8° 36′ 30″ O     | Göpel                    | Sechseckiges verbohltes Fachwerkhaus mit Zeltdach vom Hof Purrmühle, 1956 aus Holtdorf hierhin versetzt | 35964884 | BW   |
| Amtsfreiheit 5 52° 54′ 36″ N, 8° 35′ 37″ O  | Forsthaus                | Harpstedter Forsthaus, Fachwerkhaus VON 1784 mit Krüppelwalmdach und Dachhaus; heute Begegnungsstätte   | 35964340 | BW   |
| Amtsfreiheit 9 52° 54′ 35″ N, 8° 35′ 43″ O  | Wohnhaus                 | Zweigeschossiges Wohnhaus Amtsfreiheit 9 von 1915, Architekt: Carl Krahn (Bremen)                       | 35964673 | BW   |
| Amtsfreiheit 22 52° 54′ 38″ N, 8° 35′ 50″ O | Wohnhaus                 | Wohnhaus Amtsfreiheit 22, zweigeschossige Villa von 1912                                                | 35964650 | BW   |
| Tielingskamp 9 52° 54′ 24″ N, 8° 35′ 54″ O  | Wohnhaus                 | Wohnhaus Tielingskamp 9, Fachwerkhaus von um 1850                                                       | 35964627 | BW   |